# Santiago Posteguillo
 (juillet 2022).
La mise en forme du texte ne suit pas les recommandations de Wikipédia : il faut le « wikifier ».
Les points d'amélioration suivants sont les cas les plus fréquents. Le détail des points à revoir est peut-être précisé sur la page de discussion.
- Les titres sont pré-formatés par le logiciel. Ils ne sont ni en capitales, ni en gras.
- Le texte ne doit pas être écrit en capitales (les noms de famille non plus), ni en gras, ni en italique, ni en « petit »…
- Le gras n'est utilisé que pour surligner le titre de l'article dans l'introduction, une seule fois.
- L'italique est rarement utilisé : mots en langue étrangère, titres d'œuvres, noms de bateaux, etc.
- Les citations ne sont pas en italique mais en corps de texte normal. Elles sont entourées par des guillemets français : « et ».
- Les listes à puces sont à éviter, des paragraphes rédigés étant largement préférés. Les tableaux sont à réserver à la présentation de données structurées (résultats, etc.).
- Les appels de note de bas de page (petits chiffres en exposant, introduits par l'outil «  Source ») sont à placer entre la fin de phrase et le point final[comme ça].
- Les liens internes (vers d'autres articles de Wikipédia) sont à choisir avec parcimonie. Créez des liens vers des articles approfondissant le sujet. Les termes génériques sans rapport avec le sujet sont à éviter, ainsi que les répétitions de liens vers un même terme.
- Les liens externes sont à placer uniquement dans une section « Liens externes », à la fin de l'article. Ces liens sont à choisir avec parcimonie suivant les règles définies. Si un lien sert de source à l'article, son insertion dans le texte est à faire par les notes de bas de page.
- La présentation des références doit suivre les conventions bibliographiques. Il est recommandé d'utiliser les modèles {{Ouvrage}}, {{Chapitre}}, {{Article}}, {{Lien web}} et/ou {{Bibliographie}}. Le mode d'édition visuel peut mettre en forme automatiquement les références.
- Insérer une infobox (cadre d'informations à droite) n'est pas obligatoire pour parachever la mise en page.

Pour une aide détaillée, merci de consulter Aide:Wikification.
Si vous pensez que ces points ont été résolus, vous pouvez retirer ce bandeau et améliorer la mise en forme d'un autre article.
Santiago Posteguillo Gómez (né à Valence en 1967) est un philologue, linguiste et écrivain espagnol. Il est devenu célèbre pour ses romans se déroulant dans la Rome antique, en particulier ses trilogies Scipio Africanus et Trajan.

## Biographie

### Carrière académique
Santiago Posteguillo a obtenu son doctorat à l'université de Valence. Il a ensuite étudié la littérature de fiction aux États-Unis à l'université Denison, à Granville  (Ohio), ainsi que la linguistique et la traduction dans plusieurs universités de Grande-Bretagne.
Il est actuellement maître de conférences en langue anglaise et en linguistique spécialisé dans la fiction du XIXe siècle, à l'Universitat Jaume I, Castelló de la Plana, en Espagne.
Ses sujets de prédilection sont le théâtre élisabéthain et la relation entre la littérature anglaise et américaine avec le cinéma, la musique et d'autres arts. Il est également président de l'Association européenne des langues à finalité spécifique (AELFE), et membre du comité de rédaction des revues internationales English for Specific Purposes and Written Communication.
Il est l'auteur de plus de soixante-dix publications académiques, dont Netlinguistics: Language, Discourse and Ideology in Internet (2003) et le Spanish Computing Dictionary: English-Spanish, Spanish-English (2004).
Il vit à Puçol dans la comarca d’Horta Nord, dans la province de Valence, en Espagne.

### Écriture
Posteguillo a commencé par écrire des romans policiers et, pendant ses études à Valence, il écrivait également de la poésie.
Son premier roman, Africanus : Son of the Consul (non traduit en français), publié en 2006, constitue le premier volet de sa trilogie sur Scipion l'Africain, le général romain qui a vaincu Hannibal lors de la bataille de Zama.
La deuxième partie, The Accursed Legions, a été publiée en 2008. Le dernier volet, La Trahison de Rome, est sorti en 2009.
En 2011, il publie Les Assassins de l'Empereur, premier volet d'une nouvelle trilogie sur l'ascension au trône de Trajan, premier empereur romain d'origine espagnole. La trilogie s'est poursuivie dans Circus Maximus, publié en 2013, et le dernier roman de la trilogie, The Lost Legion, a été publié en 2016.
Moi, Julia (Yo, Julia), paru en Espagne en 2008, est son premier roman traduit en français. Il est paru en 2022 aux éditions Le Cherche midi.

## Récompenses et distinctions
- Finaliste, Prix du roman historique de la ville de Saragosse, 2009 pour Les Légions maudites[6].
- Prix du meilleur romancier historique, Hislibris 2009 pour La Trahison de Rome[7].
- Prix de littérature valencienne, 2010[8].
- Valencian Lyrics Award 2010, en ce qui concerne ses quatre romans historiques jusqu'à cette époque.[réf. nécessaire]
- A reçu un prix à la Semaine des romans historiques de Carthagène ( Semana de Novela Histórica de Cartagena ), 2010[9].
- Prix de littérature du programme culturel Continuará, La 2 chaîne de Televisión Española en Catalogne, 2012[10].
- Nommé aux Prix de la critique littéraire valencienne ( Premios de la Crítica Valenciana ) dans la catégorie "essais et autres genres" en 2013 pour son œuvre, La nuit où Frankenstein a lu Don Quijote, et en 2014 pour La sangre de los libros. Dans la catégorie "récit", son roman Circus Maximus a été nommé en 2013.
- Lauréat du Prix du roman historique de Barcelone ( Premio Internacional de Novela Histórica Barcino ), 2014.
- Reconnu comme l'un des « Valenciens du XXIe siècle » par le journal Las Provincias[7].

## Œuvres

### Trilogie de Scipion l'Africain
- Santiago Posteguillo, Africanus : Fils du Consul (es) [« Africanus: el hijo del cónsul »], Ediciones B, 2006À la fin du IIIe siècle av. J.-C., Rome était menacée par l'armée carthaginoise sous le commandement de l'un des plus grands stratèges militaires de l'histoire, Hannibal. Son alliance avec Philippe V de Macédoine prévoyait l'anéantissement de Rome en tant qu'État et la division des pouvoirs entre Carthage et la Macédoine. Quelques années avant le début de la guerre, un enfant est né qui était destiné à changer le cours de l'histoire : Scipion.
- Santiago Posteguillo, Les légions maudites (es) [« Las legiones malditas »], Ediciones B, 2008Scipion, connu sous le nom d'Africain, qui a hérité des qualités militaires de son père et de son oncle, s'était également fait des ennemis importants : Hasdrubal, frère d'Hannibal ; et le général punique Giscon. Des ennemis survivent également à Rome, où le sénateur Maximus Q. Fabius obligea Scipion à accepter la tâche de diriger les légions V et VI qui restèrent longtemps négligées en Sicile.
- Santiago Posteguillo, La Trahison de Rome (es) [« La traición de Roma »], Ediciones B, 2009L'auteur résout les questions qui ont été ouvertes dans les deux romans précédents.

### Trilogie trajane
- Santiago Posteguillo, Les Assassins de l'Empereur (es) [« Los asesinos del emperador »], Planeta, 2011Cette histoire commence le 18 septembre de l'année 96 apr. J.-C. et couvre les 35 années suivantes de l'histoire romaine, y compris une guerre civile, le Colisée, la garde prétorienne et les guerres frontalières, et la montée d'une dynastie impériale sous Trajan.
- Santiago Posteguillo, Circus Maximus - La rage de Trajan [« Circo Máximo - La ira de Trajano »], Planeta, 2013Dans ce deuxième roman, l'empereur Trajan revient. Cette fois, sa vie est en danger alors qu'un complot d'assassinat se prépare. Le livre couvre la conquête de la Dacie (la Roumanie actuelle) et la construction du plus long pont du monde antique.
- Santiago Posteguillo, La Légion perdue [« La Legión Perdida »], Planeta, 2016Cela couvre les ambitions de conquête de Trajan, à l'ombre de la désastreuse campagne parthe menée par Crassus 150 ans plus tôt[11].

### Julia série
- Santiago Posteguillo, Moi, Julia [« Yo, Julia »], Planeta, 2018Il s'agit du premier roman de l'auteur traduit en langue Française.
- Santiago Posteguillo, Et Julia a défié les dieux [« Y Julia Retó a los Dioses »], Planeta, 2020.

### Autre
- Santiago Posteguillo, La nuit Frankenstein a lu Don Quichotte [« La noche en que Frankenstein leyó El Quijote »], Planeta, 2012Une collection de nouvelles dans lesquelles l'auteur jette un regard sur certains événements de la littérature, révélant certains de ses secrets : les véritables auteurs des œuvres de Shakespeare ou le véritable découvreur du potentiel de Harry Potter.